# Ян Сінхай
Ян Сінхай (кит. спрощ. 杨新海; 17 липня 1968 — 14 лютого 2004), також відомий як Ян Чжія та Ян Лю — китайський серійний убивця, який зізнався у скоєнні 67 вбивств і 23 зґвалтувань між 1999 і 2003 роками, його засудили до смертної кари та стратили. ЗМІ охрестили його «вбивцею-монстром». Він — серійний вбивця Китаю, який вчинив найбільшу кількість злочинів з моменту створення Китайської Народної Республіки у 1949 році.

## Біографія
Ян народився 17 липня 1968 року в окрузі Чжен'ян, провінція Хенань. Його родина була однією з найбідніших у своєму селі. Наймолодший із чотирьох дітей, Ян був розумним і замкнутим. Він кинув школу у 1985 році, йому було 17 років, і відмовився повертатися додому, замість цього подорожував Китаєм і працював чорноробом.

## Злочини
У 1988 і 1991 роках Яна засудили до трудових таборів за крадіжки в Сіані, Шеньсі та Шицзячжуан, Хебей. У 1996 році його засудили до п'яти років ув'язнення за спробу зґвалтування в Чжумадяні, Хенань. Він вийшов на свободу у 1999 році.
Ян вбивав між 1999 і 2003 роками в провінціях Аньхой, Хебей, Хенань і Шаньдун. Вночі він входив у будинки своїх жертв і вбивав усіх мешканців, переважно фермерів, сокирами, молотками та лопатами, іноді вбиваючи цілі родини. Кожного разу він одягав новий одяг і великі туфлі.
У жовтні 2002 року Ян убив лопатою батька і шестирічну дівчинку, зґвалтував вагітну жінку, яка вижила після серйозної травми голови.

## Арешт, суд і розстріл
Яна затримали 3 листопада 2003 року після того, як він поводився підозріло під час звичайної поліцейської перевірки розважальних закладів у Цанчжоу, Хебей. Поліція забрала його на допит і з'ясувала, що він розшукувався за вбивство в чотирьох провінціях. 1 лютого 2004 року народний суд проміжної інстанції міста Лохе в провінції Хенань засудив Яна до смертної кари. На момент винесення вироку офіційні китайські ЗМІ вважали, що він здійснював вбивства протягом найтривалішого періоду та найжахливіші у Китаї. Яна стратили 14 лютого 2004 року шляхом розстрілу.

### Мотив
Згідно з повідомленнями деяких ЗМІ на момент його арешту, мотивом вбивства Яна — помста суспільству через розрив стосунків. Нібито дівчина кинула його через попередні вироки за крадіжки та зґвалтування. Пізніше ЗМІ повідомляли, що мотивом було його задоволення від пограбувань, зґвалтувань і вбивств.

Хоча Ян ніколи офіційно не повідомляв мотивів, його цитували:
«Коли я вбивав людей, у мене було бажання. Це надихало мене вбивати більше. Мені байдуже, заслуговують вони на життя чи ні. Це мене не стосується… У мене немає бажання бути частиною суспільства. Суспільство мене не хвилює».

## Список його серійних вбивств
- 19 вересня 2000 року, Чжоукоу, Хенань, 2 вбивства
- 1 жовтня 2000 року, Фуян, Аньхой, 3 вбивства, 1 зґвалтування
- 15 серпня 2001 року, Лохе, Хенань, 3 вбивства, 1 зґвалтування
- Осінь 2001 року, Чжоукоу, Хенань, 2 вбивства
- Зима 2001 року, Піндіншань, Хенань, 2 вбивства
- 27 січня 2002 року, Кайфен, Хенань, 3 вбивства, 1 зґвалтування
- 30 червня 2002 року, Чжоукоу, Хенань, 4 вбивства, 1 зґвалтування
- 28 липня 2002 року, Наньян, Хенань, 4 вбивства, 2 зґвалтування
- 22 жовтня 2002 року, Чжумадянь, Хенань, 2 вбивства, 1 зґвалтування, 1 тяжко поранений
- 8 листопада 2002 року, Чжумадянь, Хенань, 4 вбивства, 2 зґвалтування, 1 важко поранений
- 16 листопада 2002 року, Кайфен, Хенань, 2 вбивства, 1 зґвалтування
- 19 листопада 2002 року, Лохе, Хенань, 2 вбивства
- 1 грудня 2002 року, Чжоукоу, Хенань, 2 вбивства, 1 зґвалтування, 1 тяжко поранений
- 6 грудня 2002 року, Чжумадянь, Хенань, 5 вбивств, 1 зґвалтування
- 13 грудня 2002 року, Сюйчан, Хенань, 2 вбивства
- 15 грудня 2002 року, Фуян, Аньхой, 3 вбивства, 1 зґвалтування
- 5 лютого 2003 року, Сюйчан, Хенань, 3 вбивства, 1 зґвалтування, 1 тяжко поранений
- 18 лютого 2003 року, Чжоукоу, Хенань, 4 вбивства, 2 зґвалтування
- 23 березня 2003 року, Шанцю, Хенань, 4 вбивства, 1 зґвалтування
- 2 квітня 2003 року, Хецзе, Шаньдун, 2 вбивства
- 5 серпня 2003, Сінтай, Хебей, 3 вбивства
- 8 серпня 2003, Шицзячжуан, Хебей, 5 вбивств

Всього 26 випадків: 67 вбивств, 23 зґвалтування, 10 умисних тяжких тілесних ушкоджень.